# Acacia kenneallyi
Acacia kenneallyi é uma espécie de leguminosa do gênero Acacia, pertencente à família Fabaceae.